# Гай Лівій Друз
Гай Лівій Друз (лат. Gaius Livius Drusus; ? — після 147 до н. е.) — політичний, державний та військовий діяч, правник часів Римської республіки, консул 147 року до н. е.

## Життєпис
Походив з роду нобілів Лівіїв. Водночас його батько Марк Лівій Друз Еміліан належав до патриціанського роду Еміліїв. Його було усиновлено Лівієм Друзом.
У 150 році до н. е. став претором. У 147 році до н. е. його обрано консулом разом з Публієм Корнелієм Сципіоном Еміліаном Африканським. Намагався отримати собі як провінцію Африку для підкорення Карфагену (тривала Третя Пунічна війна). Проте сенат та народні збори висловилися на підтримку Сципіона Еміліана.
Про подальшу політичну кар'єру Друза мало відомостей. Проживши довге життя, він присвятив його більшість правничій справі. Склав своєрідний підручник для навчання майбутніх правників, куди зібрав різні випадки із судової практики (про нього згадує Марк Цицерон у своїх «Тускуланських бесідах»). Незабаром цей підручник став класичним.